# منظمة ثقة تريسيلر
منظمة ثقة تريسيلر هي منظمة خيرية غير هادفة للربح، تقع في سالزبوري بالمملكة المتحدة. وهي الوحيدة التي تنظم احداثيات الشبكة الوطنية من بنوك الطعام في البلد.

## التاريخ
تأسست منظمة تريسيلر Trussell Trust في عام 1997 بواسطة بادى و كارول هندرسون أثناء عملهم مع أطفال الشوارع في بلغاريا بمحطة صوفيا المركزية للقطارات. و قد سميت المنظمة باسم والدة كارول بيتى تريسيلر و التي تركت للثنائي أرث، و قد بدأ عمل الثنائي ينتشر في المملكة المتحدة بعد أن تواصلت معهم أم بريطانية تناضل من أجل إطعام اطفالها.